# Mika Nakashima
Mika Nakashima (中島 美嘉 Nakashima Mika?) es una actriz y cantante de J-Pop/Jazz originaria de la Prefectura de Kagoshima en Japón, nacida el 19 de febrero de 1983.

## Biografía

### Comienzos
Nacida como la tercera hija de una familia originaria de la Prefectura de Kagoshima, desde bien pequeña ya, Mika, soñaba con ser una cantante famosa así como una estrella. En su adolescencia decidió no asistir a la educación superior para poder centrarse al 100% en hacer su sueño realidad: Una carrera musical. Tenía 17 años cuando la primera demo que envió a una discográfica fue la que le dio la oportunidad de iniciar su camino hacia el estrellato: Le concedieron la oportunidad de acudir a un casting vocal y, finalmente, fue elegida entre unas 3.000 jóvenes para interpretar a la heroína en la serie de TV del 2001 llamada Kizudakare no Love Song ("Cicatriz de una Canción de Amor"); en noviembre de ese mismo año, Mika, hizo su debut como cantante firmando un contrato con Sony Music Entertainment Japan, o SMEJ dentro del mundo musical, y lanzó su sencillo debut llamado "Stars", que era el tema principal de la serie de TV anteriormente mencionada.
Su segundo sencillo, llamado "CRESCENT MOON", fue limitado solo a 100 mil copias e increíblemente se agotó en todo Japón en el mismo día de su lanzamiento, catapultándola al éxito. También lograron muy buenas ventas los siguientes sencillos que publicó antes de su álbum debut, titulado "TRUE", el cual fue n.º 1 en las listas de Oricon y en solo 3 semanas ya había vendido un millón de copias, convirtiéndola con el tiempo en una de las artistas japonesas con mayor número de ventas. Esto quedó claramente demostrado en su primer miniálbum lanzado, titulado "RESSITANCE", pues logró y mantuvo el primer puesto en las listas de Oricon durante dos semanas seguidas. Para finales del año 2002, Mika, se convertía en la artista revelación, ganando premios a "Mejor Nueva Artista" en prácticamente todos los premios de la música nipona, entre los que se incluían los Japan Record Award.

### Desarrollo de su carrera
Casi desde el comienzo, su peculiar estilo musical J-Pop/Jazz se convirtió en algo característico. Desde el 2003 comienza a escribir las letras para sus canciones, y lanzó varios sencillos con una más que gran acogida tanto en crítica como en público (y ventas) antes de lanzar su segundo álbum de estudio, "LOVE". El álbum fue un éxito rotundo, superando a su primer disco en ventas e incluso alcanzado la nada desdeñable cifra del millón y medio de copias vendidas. Y el éxito del álbum no solo estuvo presente en Japón. En Corea el álbum rompió la barrera del millón de copias vendidas, convirtiendo a Mika en la primera cantante japonesa que lograba tal hazaña en dicho país. En la entrega de los Japan Record Award de ese año, con su álbum "LOVE", consiguió ganar varios premios; no solo a las mejores letras presentes en un álbum sino que también obtuvo el premio al mejor álbum del año.
Sus trabajos lanzados en los años siguientes fueron igualmente exitosos, incluyendo su segundo miniálbum "Oborozukiyo ~ Inori" el 2004, y su tercer álbum de estudio a comienzos del 2005, "MUSIC", ambos alcanzando el n.º 1 en las listas de lo más vendido de su país. Su carrera como actriz igualmente cobraba fuerza, interpretando diversos papeles en varias series de televisión como, por ejemplo, Shiritsu Tantei Hama Mike, e incluso dio el salto al cine con la película Guuzen Nimo Saiaku na Shounen (2003).

### La aparición de Nana y el punk
La carrera de Mika iba en ascenso, pero un éxito explosivo ocurrió en el año 2005 gracias a la película NANA, donde interpretó a Nana Ōsaki, el rol protagónico junto con Aoi Miyazaki. La película está basada en el manga originalmente creado por la dibujante Ai Yazawa. El tema principal de la película interpretado por Mika bajo el nombre de NANA starring MIKA NAKASHIMA, "GLAMOROUS SKY", es su primer tema rock/punk producido por Hyde de L'Arc~en~Ciel, que sin duda marcaba una dirección distinta musicalmente hablando dentro de su historial. El tema se mantuvo en el primer lugar de las listas de Oricon, y fue el sencillo de una cantante femenina mejor vendido de ese año. Y también fue reconocida su actuación dentro de la película, ganando el Premio Japonés de la Academia de ese año a su vez. Poco después se anunciaba que ya estaban en planes de hacer una secuela para la película, esta vez al lado de Yui Ichikawa.
A finales de este año fue lanzado "BEST", la primera compilación de sencillos de la artista, y uno de los álbumes más vendidos del año en Oricon, superando el millón de copias vendidas. El tema incluido en el álbum como bonus track, "AMAZING GRACE '05", cover de la famosa canción americana Amazing Grace, se llevó el premio a "Mejor BuzzAsia de Japón" de los MTV Video Music Awards nipones, así como también "GLAMOROUS SKY" se llevó el premio a "Mejor Canción de un Filme" en dicho certamen.
A comienzos del 2006 abandonó por un tiempo el rol de Nana para volver a ser Mika Nakashima, regresando a su orígenes jazzísticos al lanzar en febrero su sencillo "CRY NO MORE", uno de los temas escogidos como ending para la serie de animación japonesa de vampiros Blood+, y para la grabación del vídeo musical la joven viajó por primera vez a Memphis, Estados Unidos. Tras los estragos causados ese año por el Huracán Katrina en las zonas de Nueva Orleans, se lanzó el sencillo "ALL HANDS TOGETHER" en colaboración con el fin de apoyar la reconstrucción de la ciudad tras el paso de dicho huracán. El sencillo también incluyó el segundo cover de Mika a una famosa canción norteamericana, "What A Wonderful World" de George Weiss. A finales de ese año, en noviembre vuelve a introducirse dentro de su papel de Nana lanzando el sencillo "Hitoiro". Tiempo después sorprendió a muchos la noticia de que incluso lanzaría un álbum de estudio bajo el papel de Nana, aparte de realizar conciertos en nombre de la banda ficticia Black Stones, presente dentro de la película. En diciembre de 2006 se lanzaron tanto NANA 2 como el primer álbum de NANA starring MIKA NAKASHIMA, THE END, el cual debutó n.º 2 en Oricon, vendiendo más de cien mil copias en sus primera semanas a la venta. Gracias a la película Mika incluso viajó a los Estados Unidos junto con Yui Ichikawa para promocionar el filme, que ha sido muy bien recibido en el ambiente del cine asiático del país americano.

### Eventos recientes
Una vez ocurrido ya toda la experimentación en los estilos propios de Nana Ōsaki, el regreso a lo que es Mika Nakashima se produjo nuevamente a comienzos del año 2007: inicialmente con un nuevo sencillo titulado "Mienai Hoshi", elegido tema principal del dorama llamado Haken no Hinkaku. El sencillo tuvo es actualmente uno de los que ha corrido peor suerte desde "MY SUGAR CAT", y su segundo trabajo que en su primera semana no logra quedar entre los diez primeros puestos de los más vendidos.
Al poco una nueva canción, "I LOVE YOU", una balada cover del reconocido cantante japonés Yutaka Ozaki, era expuesta en un nuevo vídeo musical en los principales canales de televisión japoneses. La canción no estaba planeada para ser lanzada como un nuevo sencillo, sino que era la canción principal del primer álbum de estudio de Mika en dos años -su quinto trabajo original-, titulado simplemente "YES", que ya antes de su lanzamiento tenía cinco sencillos como apoyo. El álbum fue recibido de forma más positiva que su anterior trabajo lanzado como Nana, debutando en el tercer puesto de las listas en su primera semana, con ventas superiores a las ciento cincuenta mil copias, y actualmente ya ha superado las doscientas cincuenta mil.

### Pausa en su Carrera
A través del sitio oficial de Mika Nakashima, se anunció que la artista, detenía todas sus actividades como cantante para enfocarse en corregir un defecto en sus oídos. La cantante sufre de un problema en la Trompa de Eustaquio, condición por la que fue difícil para ella continuar cantando.
Mika Nakashima, ha sufrido de esta condición por años, pero siguió llevando a cabo sus actividades y su pesada agenda a pesar de que la misma enfermedad fue empeorando. Sin embargo, llegó al punto donde la cantante se dio cuenta de la seriedad de su condición y por lo tanto se decidió que su gira “MIKA NAKASHIMA 10th ANNIVERSARY’S SPECIAL LIVE FANS AND BEST’”, que incluía una presentación en el afamado escenario Nippon Budokan Aniversario Orimashita, sea cancelado. Además todas las apariciones en televisión y programas de radio también fueron cancelados.
Belial, Orisha (21 de octubre de 2010). «Mika Nakashima anuncia que pondra en pausa su carrera». News. Archivado desde el original el 23 de octubre de 2010. Consultado el 14 de diciembre de 2010.

### Regreso a los escenarios
Ya se ha dado a conocer el nuevo álbum de estudio de Mika Nakashima "REAL" que está disponible desde el 30 de enero de 2013.
Esta vez, Mika escribió 9 de las 13 canciones de este álbum y expresó su carácter «REAL» para vivir como cantante después de su experiencia de regresar del receso debido a la enfermedad del oído (trompa de Eustaquio distendida), y deseaba entregar algo más "REAL" en sus canciones.
Además este 7.º álbum original de la cantante vendió 49.000 copias en su primera semana, coronándose #1 de Oricon semanal. Esto marcó la primera vez en 4 años y 2 meses para la cantante en debutar en top del oricon desde su quinto álbum "Voice" (lanzado en noviembre de 2008).
Este álbum contiene un total de 13 canciones incluyendo “Hatsukoi“, el tema de la película “Kyou, Koi wo Hajimemasu”, “Dear“, el tema de la película “Youkame no Semi”, y “LETTER“, la cual fue escrita para sus fanes.

## Vida personal
Mika se casó con Kunihiro Shimizu, jugador de voleibol, el 25 de diciembre de 2014 tras aproximadamente tres años de noviazgo. Ellos se conocieron gracias a unos amigos en común.

## Discografía

### Álbumes
1. TRUE (28 de agosto de 2002)
2. LOVE (6 de noviembre de 2003)
3. MUSIC (9 de marzo de 2003)
4. THE END (13 de diciembre de 2006) Lanzado bajo el nombre NANA starring MIKA NAKASHIMA
5. YES (14 de marzo de 2007)
6. VOICE (26 de noviembre de 2008)
7. REAL (30 de enero de 2013)
8. I (4 de mayo de 2022)

#### Miniálbumes
1. RESISTANCE (7 de noviembre de 2002)
2. Oborozukiyo~Inori (朧月夜～祈り?) (15 de septiembre de 2004)

#### Compilaciones
1. BEST (7 de diciembre de 2005)
2. NO MORE RULES (4 de marzo de 2009)
3. Zutto Suki Datta ~ALL MY COVERS~ (12 de marzo de 2014)
4. TEARS (5 de noviembre de 2014)
5. DEARS (5 de noviembre de 2014)
6. ~Healing Collection~ RELAXIN´ (4 de marzo de 2015)

### Sencillos
1. STARS (7 de noviembre de 2001)
2. CRESCENT MOON (6 de febrero de 2002)
3. ONE SURVIVE (6 de marzo de 2002)
4. Helpless Rain (15 de mayo de 2002)
5. WILL (7 de agosto de 2002)
6. Aishiteru (愛してる?) (29 de enero de 2003)
7. Love Addict (9 de abril de 2003)
8. Seppun (接吻?) (25 de junio de 2003)
9. FIND THE WAY (6 de agosto de 2003)
10. Yuki no Hana (雪の華?) (1 de octubre de 2003)
11. SEVEN (7 de abril de 2004)
12. Hi no Tori (火の鳥?) (2 de junio de 2004)
13. LEGEND (20 de octubre de 2004)
14. Sakurairo Maukoro (桜色舞うころ?) (2 de febrero de 2005)
15. Hitori (ひとり?) (25 de mayo de 2005)
16. GLAMOROUS SKY (31 de agosto de 2005) Lanzado bajo el nombre NANA starring MIKA NAKASHIMA
17. CRY NO MORE (22 de febrero de 2006)
18. ALL HANDS TOGETHER (7 de junio de 2006)
19. My Sugar Cat (26 de junio de 2006)
20. Hitoiro (一色?) (29 de noviembre de 2006) Lanzado bajo el nombre NANA starring MIKA NAKASHIMA
21. Mienai Hoshi (見えない星?) (21 de febrero de 2007)
22. Sunao na Mama (素直なまま?) (14 de marzo de 2007)
23. LIFE (22 de agosto de 2007)
24. Eien no Uta (永遠の詩?) (3 de octubre de 2007)
25. SAKURA~Hanagasumi~ (SAKURA~花霞~?) (12 de marzo de 2008)
26. I DON'T KNOW (23 de junio de 2008) Lanzado bajo el nombre MICA 3 CHU
27. ORION (12 de noviembre de 2008)
28. Over Load (13 de mayo de 2009)
29. Candy Girl (30 de septiembre de 2009)
30. Nagareboshi (4 de noviembre de 2009)
31. Always (20 de enero de 2010)
32. Ichiban Kirei na Watashi o (25 de agosto de 2010)
33. Dear (27 de abril de 2011)
34. Love is Ecstasy (14 de septiembre de 2011)
35. Ashita Sekai ga Owaru Nara (19 de septiembre de 2012)
36. Hatsukoi (5 de diciembre de 2012)
37. Aikotoba (22 de mayo de 2013)
38. Boku ga Shinou to Omotta no wa (28 de agosto de 2013)
39. Fighter / Gift (4 de junio de 2014)
40. Kiss of Death (7 de marzo de 2018)

### DVD
- FILM LOTUS (27 de marzo de 2002)
- KISEKI the document of a star (18 de diciembre de 2002)
- FILM LOTUS II (5 de marzo de 2003)
- The First Tour 2003 Live & Document (2 de mayo de 2003)
- FILM LOTUS II (3 de diciembre de 2003)
- MIKA NAKASHIMA concert tour 2004 "LOVE" FINAL (25 de agosto de 2004)
- FILM LOTUS IV (24 de marzo de 2005)
- MIKA NAKASHIMA LET'S MUSIC TOUR 2005 (9 de noviembre de 2005)
- BEST (28 de diciembre de 2005)
- FILM LOTUS V ～SOUTHERN COMFORT 2006～ (6 de septiembre de 2006)
- FILM LOTUS VI (22 de agosto de 2007)
- MIKA NAKASHIMA CONCERT TOUR 2007 YES MY JOY (7 de septiembre de 2007)
- FILM LOTUS VII (25 de marzo de 2009)
- MIKA NAKASHIMA CONCERT TOUR 2009 TRUST OUR VOICE (2 de diciembre de 2009)
- FILM LOTUS VIII (11 de enero de 2012)
- MIKA NAKASHIMA CONCERT TOUR 2011 THE ONLY STAR (29 de febrero de 2012)
- GREATEST LOTUS (28 de marzo de 2012)
- MIKA NAKASHIMA LIVE IS "REAL" 2013 ～THE LETTER あなたに伝えたくて～ (27 de noviembre de 2013)

## Filmografía

### Televisión
- Kizudakare no Love Song (傷だらけのラブソング?) (2001)
- Shiritsutantei Hama Mike (私立探偵濱マイク?) (2002)
- Namahōsō wa Tomaranai! (生放送はとまらない!?) (2003)
- Ryuusei no Kizuna! (流星の絆?) como Sagi (2008)
- Unubore Deka (うぬぼれ刑事?) como Rie Higurashi (2010)

Logo de Umbrella, creadora del mal de Resident Evil.

### Cine
- Gūzen ni mo Saiaku na Shōnen (偶然にも最悪な少年?) como Yumiko (2003)
- NANA como Nana Osaki (2005)
- WILD SPEED X3 TOKYO DRIFT (ワイルドスピードX3 TOKYO DRIFT?) (2006)
- NANA 2 como Nana Osaki (2006)
- Resident Evil: Afterlife (cameo) (2010)
- Resident Evil: Retribution (chica J-pop) (2012)
- Sanbun no ichi (サンブンノイチ?) como María (2014)